# Ouangolodougou, Coasta de Fildeș
Ouangolodougou este o comună din regiunea Tchologo, Coasta de Fildeș.